# Hannonville-Suzémont
Hannonville-Suzémont é uma comuna francesa na região administrativa de Grande Leste, no departamento de Meurthe-et-Moselle. Estende-se por uma área de 8,68 km². Em 2010 a comuna tinha 261 habitantes (densidade: 30,1 hab./km²).